# Гімн Південно-Африканської Республіки
Nkosi Sikelel' iAfrika/Die Stem van Suid-Afrika (укр. Господи, благослови Африку/Голос Південної Африки) — державний гімн Південно-Африканської Республіки.
З 1957 по 1994 рік гімном ПАР була пісня Die Stem van Suid-Afrika (африкаанс: «Голос Південної Африки»), написана в 1918 році К. Я. Лангенховеном і покладена на музику в 1921 році преподобним М. Л. де Вільє.
Цей гімн чорне населення асоціювали з режимом апартеїду, і з приходом до влади Африканського національного конгресу багато хто став виступати проти вживання цього гімну. На Олімпіаді в Барселоні команда ПАР виступала під олімпійським прапором, а гімном слугувала «Ода до радості» Людвіга ван Бетховена.
Після 1994 року у вживання поряд з Die Stem van Suid-Afrika увійшов неофіційний гімн АНК Nkosi Sikelel 'iAfrika, а в 1997 році була прийнята нинішня «гібридна» версія: перші два куплети взяті з Nkosi Sikelel' iAfrika (перший куплет — мовами коса та зулу, другий — сесото), третій — перший куплет Die Stem африкаанс, четвертий — англійською.
На даний час гімн ПАР — єдиний багатомовний гімн у світі.
Nkosi Sikelel' iAfrika був написаний у 1897 році Енохом Сантонгою. Спочатку це була церковна пісня, але згодом вона стала символом боротьби з режимом апартеїду (є також гімном Танзанії та Замбії).

## Текст гімну ПАР з 1997 року
| (Коса) Nkosi sikelel' iAfrika Maluphakanyisw' uphondo lwayo, (Зулу) Yizwa imithandazo yethu, Nkosi sikelela, thina lusapho lwayo.                                          | Господи, благослови Африку, Нехай її слава вознесеться високо, Почуй наші прохання, Господи, благослови нас, дітей своїх.                          |
| (Сесото) Morena boloka setjhaba sa heso, O fedise dintwa le matshwenyeho, O se boloke, O se boloke setjhaba sa heso, Setjhaba sa (Англійська) South Afrika — South Afrika. | Господи, ми просимо тебе захистити наш народ, Втрутитися і закінчити всі сварки, Захисти нас, захисти наш народ, Південну Африку, Південну Африку. |
| (Африкаанс) Uit die blou van onse hemel, Uit die diepte van ons see, Oor ons ewige gebergtes, Waar die kranse antwoord gee,                                                | З синяви наших небес, З глибин нашого моря, Над нашими вічними горами, Де відгукуються луною кручі.                                                |
| (Англійська) Sounds the call to come together, And united we shall stand, Let us live and strive for freedom, In South Africa our land.                                    | Звучить заклик зібратися разом, І разом ми будемо стояти, Будьмо ж жити і боротися за свободу, У нашій землі, Південній Африці.                    |